# Catherine Mayaux
Pour les articles homonymes, voir Mayaux.
Catherine Mayaux est une historienne française de la littérature.

## Biographie
Née en 1955, Catherine Mayaux a été professeur à l'université de Cergy-Pontoise, et a dirigé le Centre de recherche Jacques-Petit.
Spécialiste d'Henry Bauchau, Saint-John Perse ou Paul Claudel, elle a participé, sous la direction de Didier Alexandre et Michel Autrand, à l'édition du Théâtre de ce dernier dans la Bibliothèque de la Pléiade. Elle édite par ailleurs les œuvres de Jules Barbey d'Aurevilly aux Belles Lettres.
Elle est membre du conseil d'administration de la Société Paul-Claudel.

## Publications
- Avec Colette Camelin, Saint-John Perse, Rome, Memini, 2003 (BNF 38992785).
- Dir. avec Martine Bercot, La Genèse dans la littérature. Exégèses et réécritures, Dijon, Éditions universitaires de Dijon, 2005 (BNF 40000515).
- Saint-John Perse lecteur-poète. Le lettré du monde occidental, Berne, Lang, 2006 (BNF 41323608).
- Dir. avec Daniel Lançon, Edmond Jabès. L'éclosion des énigmes, Saint-Denis, Presses universitaires de Vincennes, 2007 (BNF 41191437).
- Dir. avec Myriam Watthee-Delmotte,  Henry Bauchau, écrire pour habiter le monde, Saint-Denis, Presses universitaires de Vincennes, 2009 (BNF 41431132).
- Dir. avec János Szávai, Problématique du roman européen, 1960-2007, Paris, L'Harmattan, 2009 (BNF 42069982).